# Vlada Avramov
Vlada Avramov (Novi Sad, Sèrbia, 5 d'abril de 1979) és un futbolista serbi. Va disputar 2 partits amb la selecció de Sèrbia.

## Estadístiques
| Selecció de Sèrbia | Selecció de Sèrbia | Selecció de Sèrbia |
| Anys               | Partits            | Gols               |
| ------------------ | ------------------ | ------------------ |
| 2007               | 2                  | 0                  |
| Total              | 2                  | 0                  |